# Thylaeodus contortus
Thylaeodus contortus is een slakkensoort uit de familie van de Vermetidae. De wetenschappelijke naam van de soort is voor het eerst geldig gepubliceerd in 1860 door Mörch.